# Малинино (Антроповский район)
Малинино — посёлок в Антроповском районе Костромской области России, входит в состав Палкинского сельского поселения.

## История
В 2005 году постановлением Правительства РФ посёлок Усадьба совхоза «Палкинский» переименован в Малинино.

## Население
| 2008 | 2010 | 2014 |
| ---- | ---- | ---- |
| 332  | ↘258 | ↗303 |